# Danh sách chi của Noctuidae:X
Noctuidae là một họ bướm đêm lớn gồm rất nhiều chi:
A B C D E F G H I J K L M N O P Q R S T U V W X Y Z
| - Xandria - Xanthanomis - Xanthia - Xanthiria - Xanthirinopsis - Xanthocosmia - Xanthodesma - Xanthograpta - Xantholepis - Xanthomera - Xanthomixis - Xanthopastis - Xanthospilopteryx | - Xanthostha - Xanthothrix - Xenapamea - Xenopachnobia - Xenophysa - Xenopseustis - Xenotrachea - Xerociris - Xestia - Xiana - Xipholeucania - Xoria - Xylena | - Xylinissa - Xyliodes - Xylis - Xylocampa - Xylomania - Xylomoia - Xylophylla - Xylopolia - Xylormisa - Xylostola - Xylotype - Xymehops - Xystopeplus |